# السلق (ذي السفال)

تعديل مصدري - تعديل

السلق محلة تابعة لقرية الخريف، التابعة لعزلة ريده ورياد بمديرية ذي السفال إحدى مديريات محافظة إب في الجمهورية اليمنية، بلغ تعداد سكانها 128 حسب تعداد اليمن لعام 2004.